# 명도석
명도석(明道奭 1885년 ~ 1954년)은 대한민국의 독립운동가이다. 1885년 마산시 중성동에서 출생하였다. 1907년 옥기환, 구성전, 팽삼전 등과 마산노동야학을 운영해 무산층의 여자교육과 함께 민족의식을 높이는데 이바지했으며 1919년 3·1운동 당시 이영재 등과 상의해 1919년 3월 10일 추산공원에서 거사를 일으켰다. 1927년 국내의 대표적 독립운동단체인 신간회의 마산지회 설립에 참여해 마산지회 요직을 역임하면서 민족운동을 앞장섰다. 일제말기에는 비밀결사 조선건국동맹에 가담하였고, 광복이후에는 건국준비위원회 마산지부 위원장으로 활동했다. 1954년 병사했다. 호는 허당(虛堂)이다.

## 생애
1885년 4월 3일 경남 마산에서 태어났다. 1919년 3월 12일 경남 마산의 만세시위를 추진하기 위해 최용규(崔龍奎) 등과 사전협의하여 3월 21일 마산 장날을 기하여 거사키로 작정하고 당일의 시위를 위한 자금을 지원하는 한편 태극기와 '대한독립'이라고 쓴 큰 깃발을 앞세우고 독립만세를 고창(高唱)하며 행진 시위하게 하였다.
1920년 가을 미국에서 항일활동을 펴던 박용만(朴容萬)의 밀사와 중국 봉천성(奉天省) 안동(安東)에서 만나던 중 일경에게 피체되어 6개월간 구류되었다가 증거 불충분으로 석방되었다.
1920년 4월 동아일보 창간 당시 주주로 참여했다. 이듬해 1921년 7월 20일 마산 노동야학의 교사가 되어 청소년들에게 한글을 가르쳐주며 항일교육에 힘썼다. 또한 1927년 7월 20일 신간회(新幹會) 마산지회창립대회(馬山支會創立大會)에서 간사(幹事)로 선출되고 1929년 1월 28일 신간회 마산지회 정기총회에서 지회장(支會長)으로 선임되었으며, 1930년 3월 31일 제3회 정기총회에서 집행위원이 되어 신간회(新幹會) 해소시까지 활동하였다.
1940년 2월 일제는 소위 내선일체(內鮮一體)를 내걸고 민족말살을 강행하기 위한 방편으로 창씨개명(創氏改名)을 강요하였으나 끝까지 거부함으로써 민족정신을 고수하였다.
1944년 8월 그는 여운형(呂運亨)의 주도로 전국에 걸쳐 결성된 건국동맹(建國同盟) 경상남도 조직책으로 위촉되어 활동하였다. 광복 이후에는 건국준비위원회마산시위원회 위원장으로 선출되었고, 경남군정청의 경남도고문회의 마산대표를 지냈다.

## 사후
1990년 대한민국 정부에서 건국훈장 애국장(4급)을 추서하였다. 오늘날 경남 창원시에 가면 허당로가 있는데, 이는 그의 호 '허당'을 따서 지었다.